# Ивано-Яризовка
Ивано-Яризовка (укр. Івано-Яризівка) — село, Бабайковский сельский совет, Царичанский район, Днепропетровская область, Украина.
Код КОАТУУ — 1225680505. Население по переписи 2001 года составляло 547 человек, в 2025 году 440 человек. 

## Географическое положение
Село Ивано-Яризовка находится на левом берегу реки Орель,
выше по течению на расстоянии в 1 км расположено село Новостроевка,
ниже по течению на расстоянии в 1,5 км расположено село Драговка,
на противоположном берегу — пгт Царичанка.
На расстоянии в 0,5 км расположено село Вербовое.
Река в этом месте извилистая, образует лиманы, старицы и заболоченные озёра.
Через село проходит автомобильная дорога Т-0413.